# Finn Express 64
Finn Express 64 är en 6,4 meter lång segelbåt. Modellen är ritad av Ron Holland och publicerades i början av 1980-talet. Båtarna är tillverkade av Fibå-Vene i Finland.
FE64, som båten också kallas, är den minsta av fyra Finn Express-modeller. De övriga modellerna är FE74, FE83 och FE94. Alla modellers storlek framgår av modellnamnet.

## Rigg
Finn Express 64 har Seldéns partialrigg. Till den ursprungliga standardutrustningen av en ny FE64 hörde storsegel och fock. I standardversionen har storseglet en fast skotpunkt i mitten av sitlådan, men som tillval kunde man få en ledvagn.
Masten har beredskap för spinnaker, men spinnakerutrustningen (30 m2 spinnaker, skot och fall) var tillval. Som alternativ till spinnakern har en del båtar en gennaker.

## Utrymmen
I fören av båten finns det en stor lucka för rep och ankare. I aktern finns ett annat, även större utrymme som går att låsas. Dit ryms rep, ankare och även en utombordsmotor.[3]
Inne i båten finns det sovutrymme för fyra personer. Under varje madrass finns förvaringsutrymme. Längs med väggen går en hylla med plats för liten utrustning. Mellan akterns sovplatser finns ett stort utrymme var man kan förvara till exempel segel.

## Teknisk information
- Längd: 6,40 m
- Vattenlinje: 5,80 m
- Bredd: 2,50 m
- Vikt: 1000 kg
- Kölvikt: 360 kg
- Djupgående: 1m
- Storsegel: 11m2
- Fock: 9 m2
- LYS: 0,96 (-S, med spinnaker)